# 54411 Бобестелл
54411 Бобестелл (54411 Bobestelle) — астероїд головного поясу, відкритий 3 червня 2000 року.
Тіссеранів параметр щодо Юпітера — 3,255.